# Boxing Day
Boxing Day – święto obchodzone w Wielkiej Brytanii, Kanadzie, Nowej Zelandii i Australii oraz w innych krajach Wspólnoty Narodów 26 grudnia (dzień po Bożym Narodzeniu) lub w niektórych krajach na następny dzień powszedni po świętach, jeżeli 26 grudnia przypada na sobotę lub niedzielę.

## Pochodzenie święta
Nazwa święta wywodzi się od tradycyjnego, datującego się od średniowiecza zwyczaju darowania służbie lub biednym podarunków zapakowanych w pudełka (ang. box), według słownika oksfordzkiego „To give a Christmas-box (colloq.); whence boxing-day”, istnieje wiele tradycji ludowych wyjaśniających powstanie tego zwyczaju, większość z nich wiąże się z rozdawaniem prezentów, pieniędzy czy jedzenia zapakowanych w pudełka.
Według niektórych podań w tym dniu bogacze rozdawali prezenty czy pieniądze, inny przekaz mówi, że nazwa ta pochodzi od lockbox, skarbonki na datki znajdującej się w kościele – pieniądze zebrane w tym dniu były rozdawane ubogim parafianom.
Jeszcze inna etymologia tego słowa wiąże się ze średniowiecznym zwyczajem, kiedy to w tym dniu łapano strzyżyka, „króla wszystkich ptaków”, wkładano go do pudełka i obnoszono po wszystkich domach we wsi, co miało przynieść szczęśliwy rok i dobre plony (zobacz też Złota Gałąź).

## Data święta
Boxing Day zazwyczaj obchodzony jest 26 grudnia i tradycyjnie (bez względu na to jakie przepisy prawne obowiązują w danym państwie) święto jest znane pod tą nazwą, ale jeżeli przypada w niedzielę to w państwach, w których Boxing Day jest dniem wolnym od pracy dzień wolny „przechodzi” na poniedziałek. Jeżeli Boże Narodzenie wypada w niedzielę, to po poniedziałkowym Boxing Day wtorek jest także dniem wolnym od pracy.

## Boxing Dayw różnych krajach

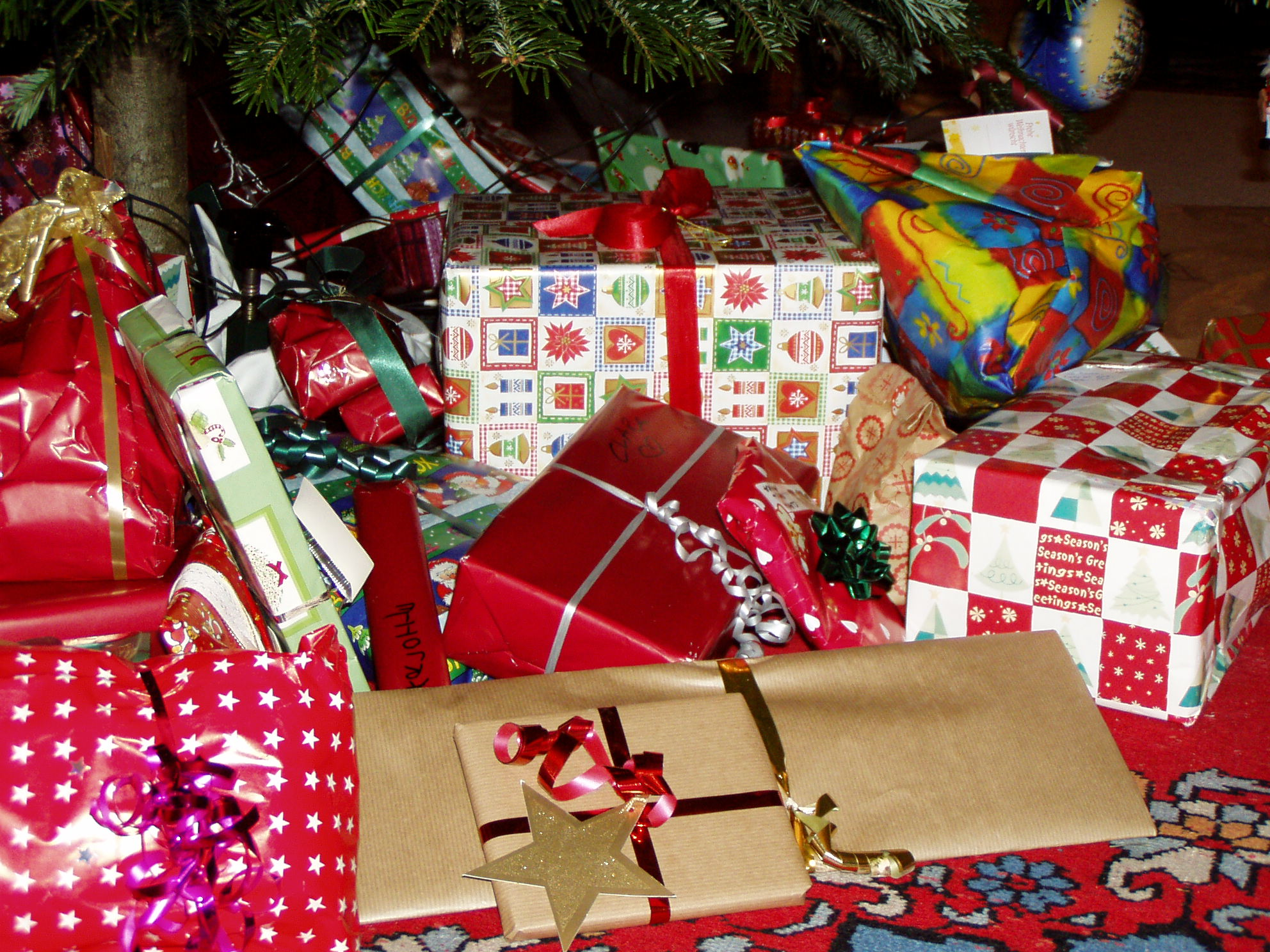
Boxing Day

### Australia
Pomimo iż w Australii Boxing Day jest dniem wolnym od pracy, tradycyjnie w tym dniu rozpoczynały się poświąteczne wyprzedaże w sklepach (zamknięte pozostają biura czy zakłady produkcyjne), w ostatnich latach w niektórych stanach wprowadzono nowe przepisy wprowadzające ograniczenia handlu w tym dniu i poświąteczne wyprzedaże rozpoczynają się 27 grudnia.
W Australii Południowej 26 grudnia obchodzony jest jako Proclamation Day (dzień założenia Australii Południowej) i jest dniem wolnym od pracy.
W tym dniu w Australii rozpoczynają się dwie popularne imprezy sportowe – jest to pierwszy dzień regaty Sydney-Hobart i meczu krykietowego Boxing Day Test.

### Kanada
W Kanadzie Boxing Day jest dniem wolnym od pracy z wyjątkiem części osób pracujących w sklepach. Wiele sklepów otwiera drzwi dla klientów o północy 26 grudnia i pod względem obrotu jest to tradycyjnie jeden z najlepszych dni handlowych.

### Afryka Południowa
W Afryce Południowej 26 grudnia znany jako Day of Goodwill (dzień dobrej woli).

### Wielka Brytania
Także w Wielkiej Brytanii Boxing Day jest tradycyjnym dniem wielkich, poświątecznych wyprzedaży, rozgrywana jest pełna kolejka piłkarska Premier League